# Karol Robak
Karol Władysław Robak (Poznań, 24 de agosto de 1997) es un deportista polaco que compite en taekwondo.
En los Juegos Europeos de Bakú 2015 consiguió una medalla de plata en la categoría de –68 kg. Ganó dos medallas en el Campeonato Europeo de Taekwondo, oro en 2021 y bronce en 2018.

## Palmarés internacional
| Juegos Europeos    | Juegos Europeos   | Juegos Europeos   | Juegos Europeos |
| Año                | Lugar             | Medalla           | Categoría       |
| ------------------ | ----------------- | ----------------- | --------------- |
| 2015               | Bakú (Azerbaiyán) | Medalla de plata  | –68 kg          |
| Campeonato Europeo |                   |                   |                 |
| Año                | Lugar             | Medalla           | Categoría       |
| 2018               | Kazán (Rusia)     | Medalla de bronce | –68 kg          |
| 2021               | Sofía (Bulgaria)  | Medalla de oro    | –74 kg          |